# Parque Nacional Ånderdalen

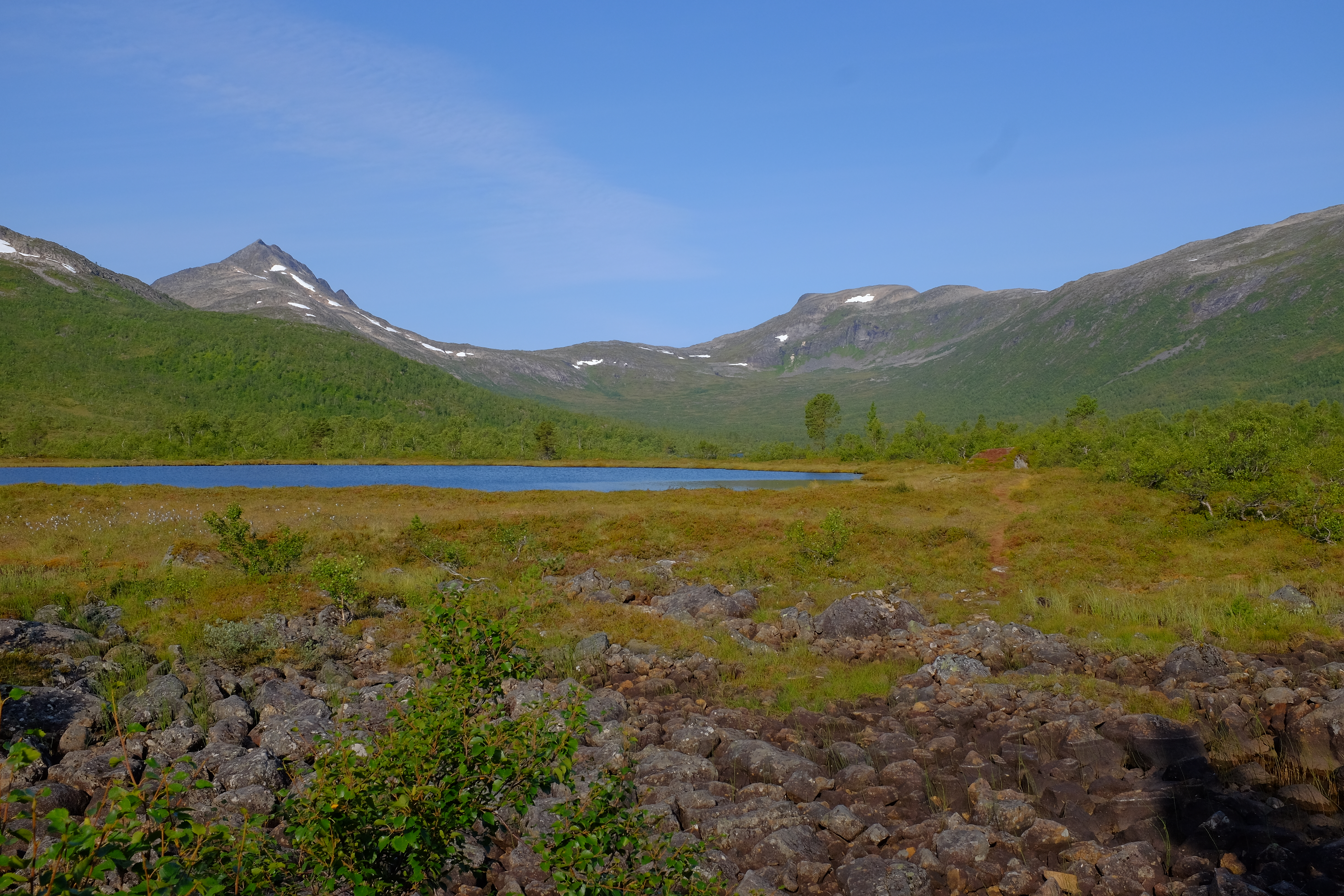
Imagem do Parque Nacional Ånderdalen

O Parque Nacional Ånderdalen é um parque nacional norueguês, localizado centralmente na ilha de Senja, no condado de Troms. Foi criado em 1970, sendo enlargado duas vezes, uma em 1975 e outra em 2004, para ter uma área total de 125 quilômetros quadrados atualmente.